# Die Eroberung des Brotes

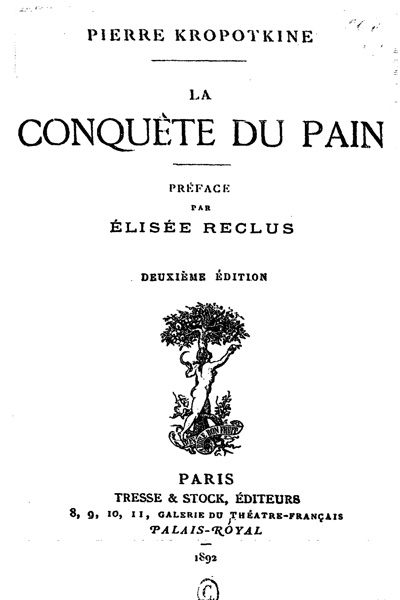
La conquête du pain (Titelseite der 2. Auflage des Buches)

Die Eroberung des Brotes (französischer Originaltitel: La Conquête du Pain, russisch: Chleb i wolja / Хлеб и воля / wiss. Chleb i volja, „Brot und Freiheit“) ist eine revolutionäre Schrift des Anarchisten Peter Kropotkin (1842–1921).

## Geschichte
Das Werk wurde auf Französisch verfasst und erschien zuerst in einer Artikelreihe in den anarchistischen Zeitschriften Le Révolté (Der Revoltierende) und La Révolte (Die Revolte), an denen Kropotkin mitarbeitete. Als Buch veröffentlicht wurde es zuerst bei Tresse & Stock in Paris im Jahr 1892 mit einem Vorwort von Élisée Reclus (1830–1905) als Nr. 1 der Buchreihe Bibliothèque sociologique.
Kropotkin hatte darin schon früh die Gegenseitige Hilfe zum Fundament seiner Theorie des kommunistischen Anarchismus gemacht. Den didaktischen Charakter des Buches zeigt die Forderung „Wohlstand für alle!“, die Kropotkin vom französischen Frühsozialisten Étienne Cabet übernahm.
Die deutsche Übersetzung von Bernhard Kampffmeyer trägt den Titel Die Eroberung des Brotes. Wohlstand für alle und ist mit einer Vorrede von Rudolf Rocker und Zeichnungen von Heinrich Vogeler versehen.

## Inhalt
Im Werk wird die Basis einer anarchokommunistischen Gesellschaft skizziert. Zentrale Thesen des Buches sind die konsequente Ablehnung jedes Lohnsystems, welches Kropotkin zusammen mit dem repräsentativen Staatssystem als eine der Grundlagen des „kapitalistischen Regimes“ beschreibt. Unmittelbar nach dem Sturz der herrschenden Klasse müsse nach Kropotkin die Ersetzung der staatlichen Institutionen durch ein System dezentraler Kommunen, basierend auf freiwilliger, gemeinschaftlicher Produktionsassoziationen erfolgen. Die Verteilung von Ressourcen wie Lebensmittel, Bekleidung und Wohnraum solle über basisdemokratische Lokalversammlungen organisiert werden. Anders als in der marxistischen Theorie lehnt der Autor die Übernahme der Staatsgewalt durch das Proletariat zum Zwecke des schrittweisen Absterben des Staates ab. Dies wird damit begründet, dass jegliche Erhaltung des Staates zwangsläufig in der Entfremdung der gewählten Vertreter von den eigentlichen Interessen und Problemen der Arbeiterklasse mündet.

## Ausgaben
- Die Eroberung des Brotes. 1. Auflage. Alibri Verlag, Aschaffenburg 2021, ISBN 978-3-86569-163-7.
- Die Eroberung des Brotes. Edition Anares, Bern 1989, ISBN 3-905052-51-2 (Französisches Original, 2. A.)
- Die Eroberung des Brotes. Wohlstand für alle. Übersetzt von Bernhard Kampffmeyer, Vorrede von Rudolf Rocker, Zeichnungen von Heinrich Vogeler, Verlag Der Syndikalist, Berlin 1919
- Die Eroberung des Brotes und andere Schriften. Hanser, München 1973